# Art Babbitt
Pour les articles homonymes, voir Babbitt.
Arthur Harold Babitsky, plus connu sous le nom Art Babbitt (8 octobre 1907 – 4 mars 1992), est un animateur américain qui était reconnu pour son travail au sein de la Walt Disney Company.

## Biographie
Art Babbitt est né le 8 octobre 1907 à Omaha dans le Nebraska aux États-Unis. Ce serait après avoir vu le court métrage La Danse macabre (1929) qu'Art Babbitt arrête ses études de psychiatrie et entame sa carrière dans l'animation. En 1929, Art Babbitt travaille dans les studios Terrytoons nouvellement créés par Paul Terry à New York. Il y rencontre Bill Tytla qui devient son camarade de chambre et une grande amitié naît entre les deux hommes.
En 1931, Babbitt quitte Paul Terry pour travailler avec Walt Disney en raison d'un travail plus intéressant et de meilleures conditions. Babbitt s'envole pour la Californie et demande à son ami de venir le rejoindre dès que possible. Il le fait durant deux années avant que Tytla vienne sur le côte ouest en 1934. Babbitt quitte la côte est des États-Unis pour entrer aux Studios Disney en Californie en 1932, . Il propose à Walt Disney de travailler trois mois gratuitement et soit de le licencier soit de le payer ce qu'il mérite.
Il débute sur les courts métrages des Silly Symphonies tel Les Enfants des bois (première participation, 1932) ou Les Trois Petits Cochons (1933). Il développe les mouvements caractéristiques de Dingo.
Il travaille ensuite sur des longs métrages tel que Blanche-Neige et les Sept Nains (1937), Fantasia (1940). Il anima les personnages de la Reine-sorcière et de Blanche-Neige pour Blanche Neige, de Geppetto pour Pinocchio (1940), la cigogne dans Dumbo (1941) ainsi que les champignons dansant dans Fantasia.
En 1937, il épouse Marge Champion, une jeune danseuse engagée comme modèle pour Blanche Neige et la fille d'Ernest Belcher, un animateur du studio. Ils divorcent dès 1940.
Alors que Blanche-Neige avait généré de gros bénéfices, les films suivants n'arrivaient pas à gagner assez d'argent, principalement à cause de la Seconde Guerre mondiale qui faisait rage en Europe et annulait près de 50 % des revenus de la société. Ces pertes forcèrent Disney à réduire ses effectifs mais aussi à revoir à la baisse les augmentations de salaire et les primes, et elles brisèrent l'impression de sécurité d'embauche. Babbitt s'était donné pour tâche de payer son assistant de sa propre poche.
Babbitt est licencié des studios Disney le 26 mai 1941 pour ses activités syndicales, trois jours avant la grève des studios Disney qui n'avaient alors aucun syndicat. Eddie Bowers indique que la grève de près de 300 animateurs est en partie la conséquence de ce licenciement.
Babbitt revient aux studios Disney vers 1946-1947 et participe encore à quelques films jusqu'en 1948 qui sortent les années suivantes. Il participe ainsi à l'animation des personnages de Coquin de printemps (1947). John Grant précise que sa présence aux crédits du film est étrange car à moins d'une improbable erreur du service de secrétariat du studio, Walt aurait réembauché Babbitt mais ne voulait plus entendre parler de lui et l'aurait affecté à des tâches insignifiantes, ce que contredit ce crédit.
En 1949, il est approché par ses anciens collègues, licenciés après la grève chez Disney de 1941 et qui ont fondé le studio United Productions of America (UPA) en 1947. Cette même année, le 27 avril, il se marie à Annemarie Dinah Gottlieb (appelée par la suite Dina Babbitt), une survivante de la Shoah dont il a deux enfants. À partir de 1952, comme son ami Bill Tytla au sein du studio Tempo Productions, il est mis à l'écart en raison de ses engagements syndicaux et politiques dans cette période soumise au Maccarthisme de même que le studio UPA. En 1958, il participe à un film de John Hubley, ancien de UPA et reprend une activité occasionnelle dans l'animation mais assez disparate.
Ainsi il participe à l'animation du dessin animé long métrage de Warner Bros The Incredible Mr. Limpet (1964) au côté de Bill Tytla et de Gerry Chiniquy.
Il divorce en 1963 de Dina, et se marie en 1967 à l'actrice Barbara Perry.
À la fin de sa vie il participe à nouveau à un long métrage, Le Voleur et le Cordonnier. Il meurt le 4 mars 1992 à Los Angeles, Californie d'une insuffisance rénale.

## Filmographie

### Studios Disney
- 1932 : Les Enfants des bois (Babes in the Woods)
- 1933 : Les trois petits Cochons
- 1934 : La Cigale et la Fourmi (Silly Symphony) (Grasshopper and the Ants) de Wilfred Jackson
- 1934 : Une petite poule avisée
- 1936 : Cousin de campagne (The Country Cousin)
- 1936 : Le Déménagement de Mickey
- 1936 : L'Équipe de Polo
- 1937 : Blanche-Neige et les Sept Nains
- 1940 : Pinocchio
- 1940 : Fantasia
- 1941 : Dumbo
- 1947 : Bootle Beetle, court métrage avec Donald Duck
- 1947 : Coquin de printemps
- 1947 : Foul Hunting, court métrage avec Dingo
- 1951 : Alice au Pays des Merveilles

### Autres studios
- The Ragtime Bear (1949) dans la série Mr. Magoo
- Rooty Toot Toot (1951)
- The Family Circus (1951)
- Barefaced Flatfoot (1951)
- Fuddy Duddy Buddy (1951)
- Grizzly Golfer (1951)
- The Four Poster (1952)
- A Date with Dizzy (1958)
- Philbert (Three's a Crowd) (1963) non crédité
- The Incredible Mr. Limpet (1964) non crédité
- Of Men and Demons (1969)
- Everybody Rides the Carousel (1975)
- Raggedy Ann & Andy: A Musical Adventure (1977)
- The Princess and the Cobbler (1993)

## Récompense
Art Babbitt a reçu plus de 80 récompenses en tant que réalisateur ou animateur dont la plus importante est celle pour la création de Dingo. En 2007, il est nommé Disney Legend.